# Дехдар, Реза
Реза Дехдар (перс. رضا دهدار‎; 2 июля 1995 года, Иран) — иранский тяжелоатлет, выступающий в весовой категории до 102 кг. Призёр чемпионата мира 2019 года.

## Карьера
Дебютировал на международной арене в 2015 году на молодёжном чемпионате мира во Вроцлаве, где выступал в весовой категории до 94 кг и занял 5 место с результатом 341 кг.
На чемпионате мира 2019 года в Паттайе Реза Дехдар завоевал бронзовую медаль в весовой категории до 102 кг, подняв общий вес 394 кг. В упражнении рывок он стал шестым, а в толкании штанги занял первое место и получил малую золотую медаль (219 кг).
На чемпионате мира 2022 года в Боготе, в Колумбии в категории до 102 кг завоевал серебряную медаль по сумме двух упражнений с результатом 390 кг, также в его копилке малая золотая медаль в рывке (177 кг).

## Основные результаты
| Год  | Соревнование   | Место проведения | Весовая категория | Рывок  | Толчок | Сумма двоеборья | Место |
| 2019 | Чемпионат мира | Паттайя          | до 102 кг         | 175 кг | 219 кг | 394 кг          | 3     |
| 2022 | Чемпионат мира | Богота           | до 102 кг         | 177 кг | 213 кг | 390 кг          | 2     |